# Microsoft Office 4.3
Microsoft Office 4.3 è una versione della suite Microsoft Office, largamente usata su Windows 3.1 e compatibile anche con Windows 95. È stata l'ultima versione progettata a 16 bit.
Uscita nel 1994, quando le unità CD-ROM erano ancora poco diffuse, era principalmente distribuita su 31 floppy disk da 1,39 MiB (per un totale di 40 MiB), fattore che ne allungava i tempi di installazione anche fino ad un'ora.
Office 4.3 era venduto in due edizioni:
| Applicazione | Std | Pro |
| ------------ | --- | --- |
| Word         | Sì  | Sì  |
| Excel        | Sì  | Sì  |
| PowerPoint   | Sì  | Sì  |
| Access       | No  | Sì  |

La versione successiva, Microsoft Office 95, fu distribuita nell'agosto del 1995.

## Galleria d'immagini

Microsoft Word 6.0
Microsoft Excel 5.0
Microsoft PowerPoint 4.0
Installazione di Office 4.3